# Lex Bennigsen

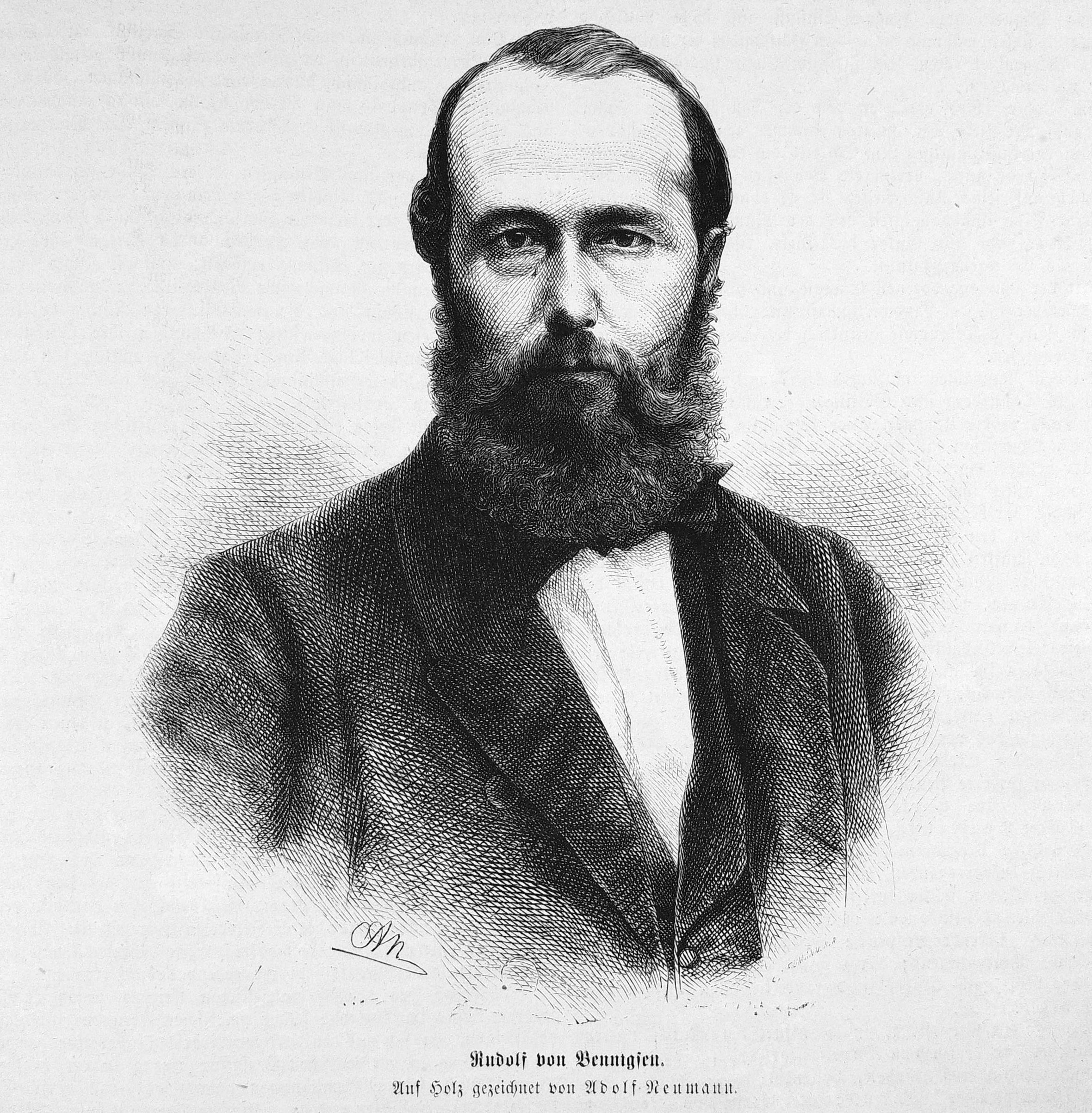
Rudolf von Bennigsen war ein Abgeordneter aus dem ehemaligen Königreich Hannover. Als Nationalliberaler war er grundsätzlich zur Zusammenarbeit mit Bismarck bereit. Allerdings hatte er es zunächst mit einem noch weitergehenden Antrag versucht.

Die Lex Bennigsen (auch: Amendement Bennigsen) war ein Antrag im konstituierenden Reichstag des Norddeutschen Bundes. Der nationalliberale Abgeordnete Rudolf von Bennigsen brachte ihn während der Verfassungsberatungen ein. Am 22./27. März 1867 wurde der Antrag angenommen. Er änderte den Verfassungsentwurf, der damals beraten wurde.
Konkret wurde durch den Antrag der Art. 17 Satz 2 der Verfassung des Norddeutschen Bundes vom 16. April 1867 eingeführt:

„Die Anordnungen und Verfügungen des Bundespräsidiums werden im Namen des Bundes erlassen und bedürfen zu ihrer Gültigkeit der Gegenzeichnung des Bundeskanzlers, welcher dadurch die Verantwortlichkeit übernimmt.“

Durch den letzten Nebensatz führte der Antrag die 
ministerielle Verantwortlichkeit des Bundeskanzlers ein. Eine lex im eigentlichen Sinne, ein Gesetz also, waren der Antrag und diese Änderung des Entwurfes nicht. Es war aber parlamentarische Sitte, bedeutende Regelungen nach dem Antragsteller zu benennen.

## Bedeutung
Die Verantwortlichkeit des Bundeskanzlers galt für Anordnungen und Verfügungen des Bundespräsidiums. Während der Monarch auch weiterhin nicht persönlich zur Verantwortung gezogen werden konnte, ermöglichte das Institut der Gegenzeichnung nun zumindest die (parlamentarische) Kontrolle der monarchischen Rechtsakte.
Der Bundeskanzler wurde weiterhin vom Bundespräsidium (dem preußischen König) ernannt (Art. 15 Abs. 1). Es wurde allerdings nicht genau definiert, wie die Verantwortlichkeit aussah.
Die Gegenzeichnungspflicht wertete das Amt des Bundeskanzlers entscheidend auf. Der Kanzler wurde ein verantwortlicher Minister so wie in anderen konstitutionellen Monarchien. Folglich erhielt der Bundeskanzler eine entsprechende unterstützende Behörde – das Bundeskanzleramt.

## Weitere Entwicklung

### Deutsches Kaiserreich
Die Bestimmung blieb auch in Art. 17 Satz 2 der Verfassung des Deutschen Reiches vom 16. April 1871 (RV) erhalten:

„Die Anordnungen und Verfügungen des Kaisers werden im Namen des Reichs erlassen und bedürfen zu ihrer Gültigkeit der Gegenzeichnung des Reichskanzlers, welcher dadurch die Verantwortlichkeit übernimmt.“

Gegen Ende des Ersten Weltkriegs wurde dann im Rahmen der Einführung der parlamentarischen Monarchie (Oktoberreform) durch das Gesetz zur Abänderung der Reichsverfassung vom 28. Oktober 1918 (RGBl. 1918, S. 1274) (vgl. die Änderungen an Art. 15 RV) aus Art. 17 RV der Passus „welcher dadurch die Verantwortlichkeit übernimmt“ gestrichen.

### Weimarer Republik
In Art. 50 der Weimarer Reichsverfassung (WRV) hieß es dann wieder:

„Alle Anordnungen und Verfügungen des Reichspräsidenten, auch solche auf dem Gebiete der Wehrmacht, bedürfen zu ihrer Gültigkeit der Gegenzeichnung durch den Reichskanzler oder den zuständigen Reichsminister. Durch die Gegenzeichnung wird die Verantwortung übernommen.“

Das semipräsidentielle Regierungssystem der Weimarer Republik behielt sowohl dem Reichspräsidenten als auch dem Reichskanzler Exekutivbefugnisse vor.
Der Reichspräsident konnte durch Anklage gemäß Art. 59 WRV persönlich zur Verantwortung gezogen werden; das gegenzeichnende Reichsregierungsmitglied übernahm die politische Verantwortlichkeit für die Rechtsakte des Staatsoberhaupts.
Der Reichskanzler und die Reichsminister bedürften gemäß Art. 54 WRV (wie auch schon nach Art. 15 der Oktoberverfassung von 1918) zu ihrer Amtsführung des Vertrauens des Reichstags. Jeder von ihnen musste zurücktreten, wenn ihm der Reichstag durch ausdrücklichen Beschluss sein Vertrauen entzog (destruktives Misstrauensvotum).

### Bundesrepublik Deutschland
In Art. 58 Satz 1 des Grundgesetzes ist der Passus über die Verantwortlichkeit nicht mehr enthalten:

„Anordnungen und Verfügungen des Bundespräsidenten bedürfen zu ihrer Gültigkeit der Gegenzeichnung durch den Bundeskanzler oder durch den zuständigen Bundesminister.“

Im parlamentarischen Regierungssystem der Bundesrepublik wurde die Exekutivkompetenz weg vom Bundespräsidenten hin zur Bundesregierung verschoben, die direkt der parlamentarischen Kontrolle unterliegt.
Während auch hier der Bundespräsident nur durch die Präsidentenanklage nach Art. 61 GG persönlich zur Verantwortung gezogen werden kann, übernimmt das gegenzeichnende Regierungsmitglied aber auch weiterhin gegenüber dem Bundestag die politische Verantwortung für die Anordnungen und Verfügungen des Bundespräsidenten.
Der Bundeskanzler unterliegt ebenfalls weiterhin direkt der parlamentarischen Kontrolle; anders jedoch als noch in der Weimarer Republik sieht das Grundgesetz in Artikel 67 nun ein konstruktives Misstrauensvotum vor.

## Belege
1. ↑  Karl Kroeschell: Rechtsgeschichte Deutschlands im 20. Jahrhundert, Göttingen 1992, S. 1. ISBN 3-8252-1681-0;
Heinrich Otto Meisner: Bundesrat, Bundeskanzler und Bundeskanzleramt (1867–1871), in: Ernst-Wolfgang Böckenförde (Hrsg.): Moderne deutsche Verfassungsgeschichte (1815–1914), 2. Aufl., Königstein 1981, S. 78.
2. ↑  Jörn Ipsen: Staatsrecht I. Staatsorganisationsrecht, 16. Aufl., München 2004, Rn 514. ISBN 3-472-06053-0
3. ↑  Heinrich Otto Meisner: Bundesrat, Bundeskanzler und Bundeskanzleramt (1867–1871), in: Ernst-Wolfgang Böckenförde (Hrsg.): Moderne deutsche Verfassungsgeschichte (1815–1914), 2. Aufl., Königstein 1981, S. 78.
4. ↑  Werner Frotscher, Bodo Pieroth: Verfassungsgeschichte, 5. Aufl., München 2005, Rn 462 ff. ISBN 3-406-53411-2
5. ↑  Ernst Rudolf Huber (Hrsg.): Dokumente zur deutschen Verfassungsgeschichte, Bd. III: Deutsche Verfassungsdokumente 1900–1918, 3. Aufl., Stuttgart, Berlin, Köln 1990, Nr. 206. ISBN 3-17-005060-5
6. ↑  Konrad Hesse: Grundzüge des Verfassungsrechts der Bundesrepublik Deutschland, 20. Aufl., Heidelberg 1999, Rn. 665.